# George Jones Sings Bob Wills
George Jones Sings Bob Wills è un album in studio del cantante statunitense George Jones, pubblicato nel 1962.

## Tracce
1. Bubbles in My Beer (Tommy Duncan, Cindy Walker, Bob Wills) – 2:20
2. Faded Love (Johnnie Lee Wills, B. Wills) – 2:39
3. Roly Poly (Fred Rose) – 1:52
4. Trouble in Mind (Richard M. Jones) – 2:06
5. Take Me Back to Tulsa (Duncan, B. Wills) – 1:56
6. The Warm Red Wine (Walker) – 2:53
7. Time Changes Everything (Duncan) – 2:54
8. Worried Mind (Ted Daffan, Jimmie Davis) – 2:19
9. Silver Dew on the Bluegrass Tonight (Ed Burt) – 2:23
10. San Antonio Rose (B. Wills) – 2:47
11. Steel Guitar Rag (Leon McAuliffe, Cliffie Stone, Merle Travis) – 2:22
12. Big Beaver (B. Wills) – 2:36